# Solidarne (Kosivșciîna), Sumî
Solidarne (în ucraineană Солідарне) este un sat în comuna Kosivșciîna din raionul Sumî, regiunea Sumî, Ucraina.

## Demografie
Componența lingvistică a localității Solidarne
     Ucraineană (91,67%)
     Rusă (6,25%)
     Belarusă (2,08%)
Conform recensământului din 2001, majoritatea populației localității Solidarne era vorbitoare de ucraineană (91,67%), existând în minoritate și vorbitori de rusă (6,25%) și belarusă (2,08%).